# Вознесенская церковь (Лукашовка)
Вознесенская церковь — православный храм в селе Лукашовка Черниговской области Украины, памятник архитектуры местного значения.

## История
Решением исполкома Черниговского областного совета народных депутатов от 26.06.1989 № 130 присвоен статус памятник архитектуры местного значения с охранным № 87-Чг под названием Воскресенская церковь — в тексте распоряжения была допущена ошибка в названии. Установлена информационная доска.

## Описание
Вознесенская церковь — пример русского стиля в варианте епархиальной архитектуры. Построена в 1913 году на месте деревянной церкви, известной с 1781 года, с колокольней.
Каменная, оштукатуренная, одноглавая, крестово-купольная церковь, удлинённая по оси запад—восток. С востока к центральному объёму (нефу) примыкает гранёная апсида. Храм увенчан куполом на круглом световом барабане, который опирается на четверик. Над западным притвором возвышается двухъярусная колокольня — восьмерик на четверике, увенчанный шатром с глухим фонариком и главкой.
Главный вход акцентирован пилястрами, увенчанными треугольным фронтоном. Северный и южный фасады завершаются полукруглыми фронтонами. В декоре фасад украшают кокошники, колонны, ниши; переход между верхним ярусом и шатром колокольни украшают кокошники.

## Современность
В 2022 году церковь значительно пострадала при вторжении России на Украину, когда использовалась российскими войсками в качестве штаба. После боёв ГСЧС Украины обнаружила на её территории большое количество боеприпасов и повреждённого церковного имущества, а также не менее 17 мёртвых тел, в том числе, по данным ГСЧС, убитых российскими войсками мирных жителей.

Повреждения при вторжении России на Украину
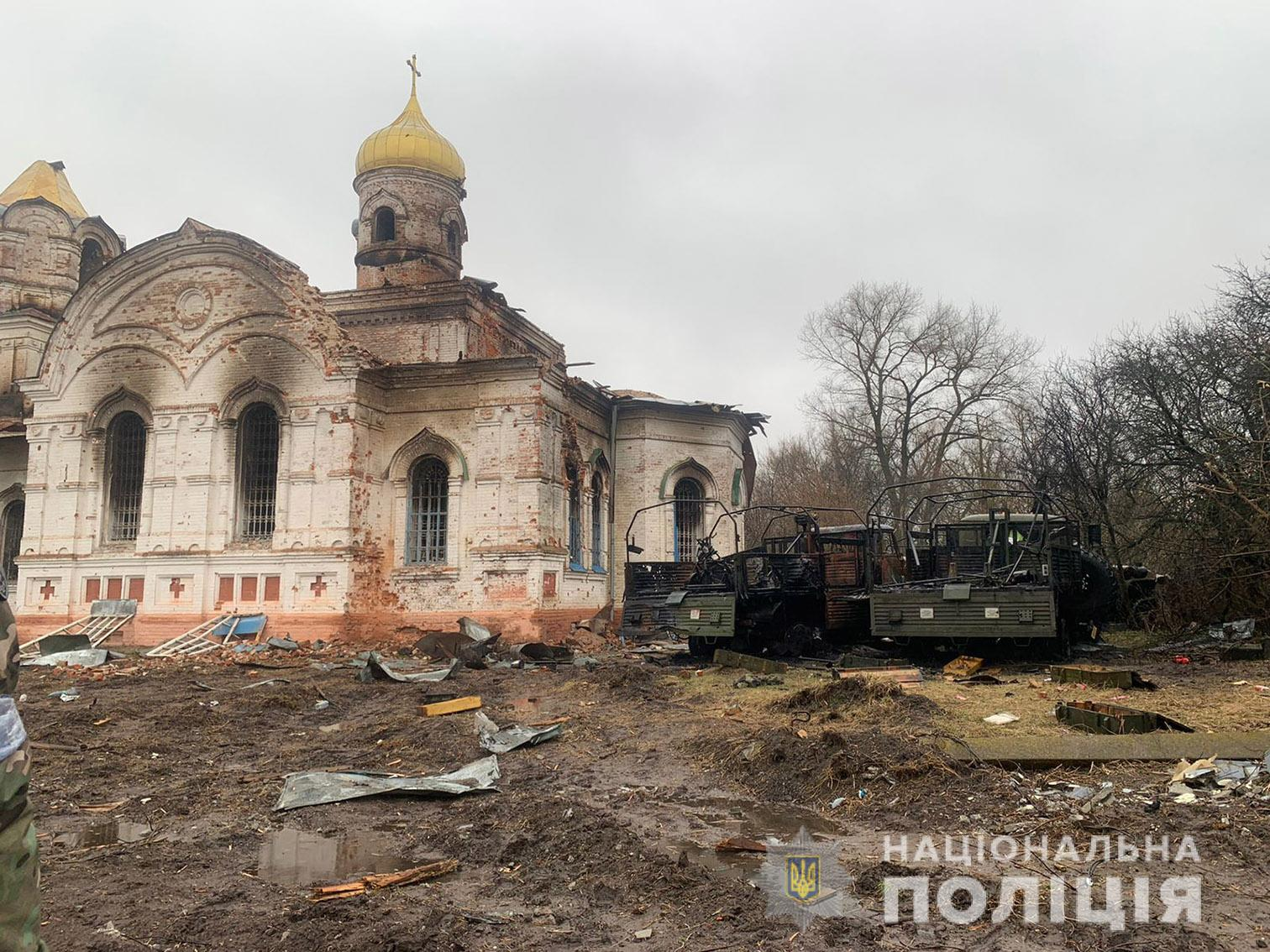